# Bravo ragazzo live
Bravo ragazzo live è il primo album dal vivo del rapper italiano Guè, pubblicato il 1º aprile 2014 dalla Universal Music Group.

## Descrizione
Contiene l'intero audio dello stesso concerto tenuto dall'artista nel 2013 durante il tour di supporto al suo secondo album in studio Bravo ragazzo presente in formato video nella Royal Edition dell'album, pubblicata il 26 novembre 2013.

## Tracce
1. Easy Boy (feat. Jake La Furia) – 5:20
2. Uno come me – 3:42
3. Giù il soffitto – 2:07
4. Bravo ragazzo – 3:28
5. Si sboccia – 2:29
6. La mia ragazza è gangsta – 3:07
7. Barbie vs. Marley – 2:25
8. R.E.B. – 2:38
9. Business – 3:44
10. DJ Jay-K Interlude – 1:36
11. Ultimi giorni – 3:28
12. Scappati di casa – 4:34
13. All'ultimo respiro – 1:57
14. Tornare indietro – 3:47
15. Forza campione – 4:02
16. Il drink & la jolla – 2:17
17. Il ragazzo d'oro – 3:13
18. S.E.N.I.C.A.R. (feat. Marracash) – 4:02
19. Brivido (feat. Marracash) – 5:08
20. Rose nere – 5:42

## Formazione
- Gué Pequeno – voce
- DJ Jay-K – piatti, scratch
- B-Dog – batteria
- Daniel Mkongo – voce secondaria
- Jake La Furia – voce aggiuntiva (traccia 1)
- Marracash – voce aggiuntiva (tracce 18 e 19)